# Nedubroviidae
Nedubroviidae (лат.) — семейство вымерших насекомых из отряда скорпионниц (Mecoptera). Обитали в пермском периоде и раннем триасе на территории России. Небольшие насекомые (длина крыла 3—5 мм), ротовые части были преобразованы в короткий хоботок. Семейство относят к кладе Aneuretopsychina, в которую входят также мезозойские длиннохоботковые скорпионницы Mesopsychidae, Pseudopolycentropodidae и Aneuretopsychidae. Включает в себя шесть видов в составе родов Nedubroviatypus и Paranedubrovia.